# تتسورو آمینو
تتسورو آمینو (انگلیسی: Tetsurō Amino؛ زادهٔ ۱۰ اکتبر ۱۹۵۵) کارگردان فیلم، فیلم‌نامه‌نویس، و پویانما اهل ژاپن است.